# A Baby Story
A Baby Story é um programa de televisão exibido diariamente no TLC, com mais de 100 episódios produzidos até o momento. Bringing Home Baby é um spin-off deste programa.

## Premissa
A Baby Story segue o casal durante os últimos dias de gravidez, mostrando, algumas vezes o chá de bebê e outras festas. Então, mostra a família se dirigindo ao hospital para dar início ao trabalho de parto, e, finalmente, o nascimento do bebê. Ao final, os pais brincam com o recém-nascido antes do fim do programa.